# بيفي ليجوري
 بيفي ليجوري، (بالإنجليزية: Pieve Ligure)‏، (الإيطالية:A Ceive)، هي بلدة و(بلدية) في مدينة جنوة الكبرى، في إقليم ليغوريا الإيطالي، وتقع على بعد حوالي 13 كم (8 ميل) جنوب شرق جنوة.

## السكان
في سنة 1861 بلغ عدد السكان 1٬603 نسمة، وتطور العدد ليصل في سنة 2016 لـ 2٬515 نسمة.
يظهر هذا المخطط البياني تطور النمو السكاني لـ بيفي ليجوري